# Zustandsgleichung von Jacobs-Cowperthwaite-Zwisler
Die Jacobs-Cowperthwaite-Zwisler-3 Zustandsgleichung ergibt sich aus einem Paarpotential der Form:
{\displaystyle \phi (r)=\epsilon \cdot \left[\left({\frac {6}{\eta -6}}\right)\cdot \exp \left[\eta \cdot \left(1-r/r^{*}\right)\right]-\left({\frac {\eta }{\eta -6}}\right)\cdot \left({\frac {r^{*}}{r}}\right)^{6}\right]}
zur Beschreibung der Wechselwirkung zwischen Molekülen, das als EXP6-Potential bezeichnet wird. Es beschreibt die Paarpotentiale deutlich realistischer als das Lennard-Jones-Potential, das für kleine Molekülabstände viel zu hart ist. Alle Produktspezies sind charakterisiert durch {\displaystyle r^{*}}, den Radius des Paarpotential-Minimums, und {\displaystyle \epsilon /k}, der Tiefe des Potentialwalls normiert mit der Boltzmann-Konstanten. Die Zustandsgleichung basiert auf einer ähnlichen Beziehung wie die Mie-Grüneisen-Zustandsgleichung:
{\displaystyle p={\frac {R\cdot T}{\nu }}\cdot G(\nu ,T)+p_{0}(\nu )}
Die explizite Abhängigkeit der Grüneisenfunktion {\displaystyle G(\nu ,T)} und des Binnendrucks {\displaystyle p_{0}(\nu )} von der EXP6-Potentialfunktion {\displaystyle \phi (r)} ist nicht trivial (siehe Cowperthwaite et al.). 
Die JCZ3 Zustandsgleichung ist eine intermolekulare Zustandsgleichung, welche keine einstellbaren Parameter enthält. Sie war das erste erfolgreiche Modell auf der Basis eines Paarpotentials, das zur Beschreibung von Detonationen verwendet wurde. Die Zustandsgleichung ergibt sich aus Monte-Carlo-Simulationen durch Anpassen einer analytischen funktionalen Form. Sie ist geeignet zur Beschreibung der Detonationsprodukte bei den sehr hohen Temperaturen und Drücken, die bei einer Detonation entstehen. Die JCZ Zustandsgleichung beschreibt die Wirkung von Sprengstoffen genauer als die BKW Zustandsgleichung oder die JWL Zustandsgleichung.